# Federbach (Our)
Der Federbach ist ein etwa 2,5 km langer rechter und westlicher Zufluss der Our.

## Verlauf
Der Federbach entsteht aus dem Zusammenfluss von Reelerfurtbach und Gonteschbach südwestlich vom Richtenberg. Er mündet bei Stoubach in die Our.

## Zuflüsse
- Rodscheid (links), 0,5 km
- Rotheck (rechts), 1,3 km